# 朱成鈀
怀仁恭和王朱成钯（1462年—1492年7月23日），明朝怀仁荣定王朱逊烠孙，镇国将军朱仕㙩庶长子，母亲是梁氏。代简王朱桂曾孙，明太祖玄孙。

## 生平
成化七年（1471年）封辅国将军。弘治元年（1488年），其父朱仕㙩去世。朱逊烠因为年老有病且朱仕㙩已去世，上疏请求朱成钯代理府事。弘治二年（1489年）八月，明孝宗准许。
弘治三年（1490年）八月，朱逊烠去世。弘治四年（1491年），朱成钯襲封懷仁王。
怀仁王府輔國將軍朱成鈚酗酒無賴，妾及侍女被箠楚，有的以刀自刺而死。朱成鈚丧父后唱飲，居丧期间又與嫡兄弟朱成𨪜爭財產，数次与從母叔父周茂、校尉王然、胡海等入嫡母靳氏府搶奪金銀器及田約，靳氏執杖驱逐反被殴打；又驱赶父所留下的宮人变卖。正逢本州百姓姜福賢怀恨其兄姜福山，诈称姜福山與其亲戚劉江、薛堂等受靳氏贿赂，用巫蛊诅咒朱成鈚死，并告官。朱成鈚于是抓捕姜福山等，拷掠得他们承认确有此事。薛堂因此而死，其妻劉氏赴京師訟冤，靳氏也外传朱成鈚的兇惡，朱成鈚又誣奏靳氏不法，事皆下山西鎮巡官驗治得实情。弘治五年（1492年）二月，孝宗认为朱成鈚故違祖訓、為惡多端、情罪深重，姑且從輕賜敕书切責，降為庶人，仍敕令朱成钯嚴加約束，姜福賢處斬，周茂、王然、胡海各杖一百，与家屬發貴州都匀衛充軍。
六月，朱成钯未及受册封就去世，孝宗闻讯，輟朝一日，按制度賜祭葬，谥恭和。
弘治七年（1494年）十月，朱成钯的嫡长子朱聰淑受册袭封為懷仁王。
因朱成钯得以袭封为王，弘治八年（1495年）四月，朱仕㙩得以被追封为怀仁安僖王。
同年十一月，孝宗御奉天殿，遣泰寧侯陳璇、永順伯薛勛、惠安伯張偉、彭城伯張信、廣寧伯劉佶、建平伯高霳、豐潤伯曹愷、崇信伯費淮為正使，翰林院侍講劉忠、尚寶司司丞李㺹、禮科給事中韓智、兵科給事中蔚春、刑科給事中任良弼、中書舍人司馬公𩉼、戶部郎中陳周、刑部員外郎周瑾為副使，持節冊封朱成鈀夫人范氏為懷仁王妃。

## 评价
- 《弇山堂别集》卷072：敬順事上，不剛不柔。

## 家庭

### 妻妾
- 王妃范氏

### 子孫
- 嫡長子：怀仁温惠王朱聰淑
- 庶三子：镇国将军朱聰𣶊，弘治二年（1489年）五月赐名[12]，弘治七年（1494年）四月按制度赐诰命冠服[13]
- 庶四子：鎮國將軍朱聰澓，弘治二年（1489年）五月赐名[12]，嘉靖三十六年（1557年），倡議修復倒塌的霍州城南的鄭家溝橋[14]
- 庶五子：朱聰湕，弘治二年（1489年）五月赐名[12]
- 嫡六子：追封怀仁僖康王朱聰洌
- 庶七子：镇国将军朱聰激，弘治五年（1492年）五月赐名[15]，弘治十年（1497年）三月按制度赐诰命冠服[16]
- 嫡九子：朱聰汝，弘治六年（1493年）五月赐名[17]